# Alejandría Ariana

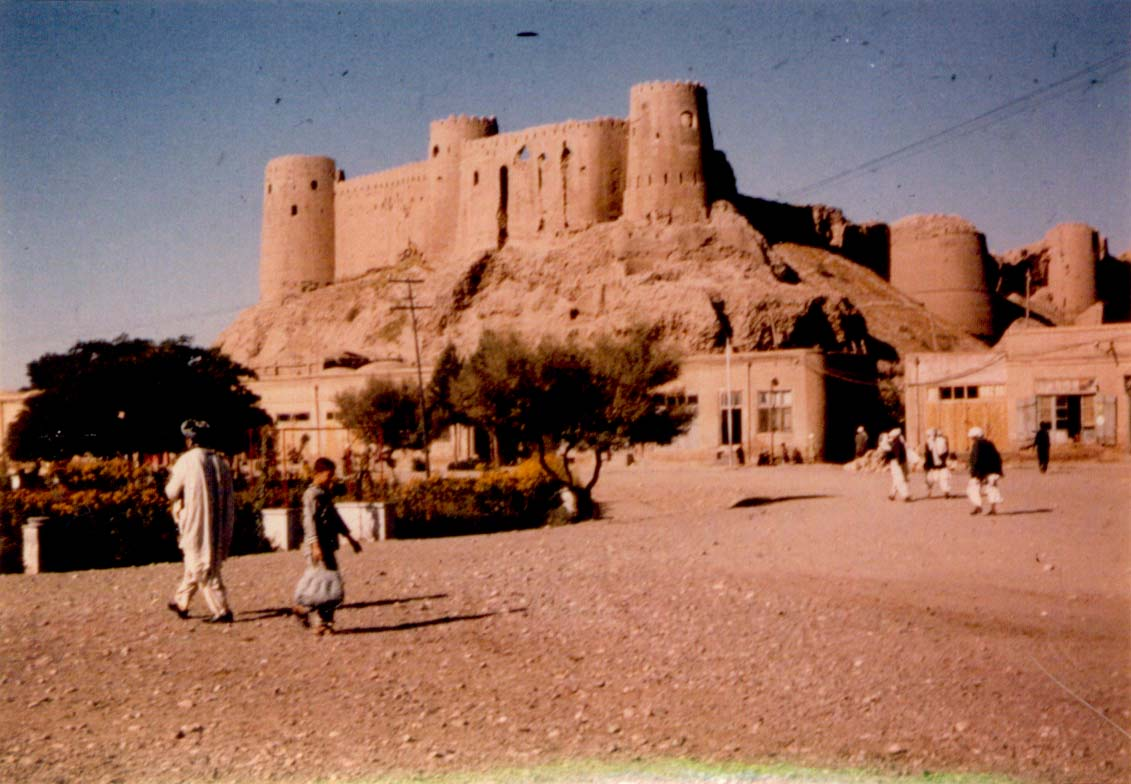
Ciudadela en la ciudad vieja de Herat, que se cree que fue construida por Alejandro Magno.

Alejandría Ariana o Alejandría de Aria fue el nombre de una de las ciudades fundadas por Alejandro Magno en su marcha por Asia Central para llegar a la India. En la actualidad sus restos se ubican en los alrededores de Herat (Afganistán).
En el año 330 a. C., los ejércitos griegos de Alejandro trasladaron la capital de la satrapía de Aria de Artacoana a este nuevo emplazamiento, que mandó fortificar.
La ubicación de esta ciudad es difícil de determinar debido a la escasez de fuentes antiguas. Sin embargo:
- Ptolomeo lo ubica cerca del lago Arrio, posiblemente en el lado oeste del lago Zerra en una ciudad llamada Corra.[5]
- Plinio el Viejo dice que estaba en el curso del río Arius, en la ubicación de la moderna Herat.[6]
- Eratóstenes afirma que Alejandría Ariana se encontraba a 3870 estadios de Bactra y a 6400 de las puertas caspias.[7]
- Konrad Mannert consideró que el río Arius es el moderno río Hari, lo que convierte el sitio en el pueblo de Pilki.[8]

Alejandría Ariana figura en el Itinerario de las etapas párticas de Isidoro de Cárax y también en la Tabula Peutingeriana.